# NIO (azienda)
La NIO (蔚来S, WèiláiP) è una casa automobilistica cinese attiva dal 2014 con sede a Shanghai, specializzata nella progettazione e sviluppo di veicoli elettrici. La società partecipa tramite la sua scuderia al campionato FIA di Formula E. L'azienda è quotata alla borsa di New York.

## Strutture e storia

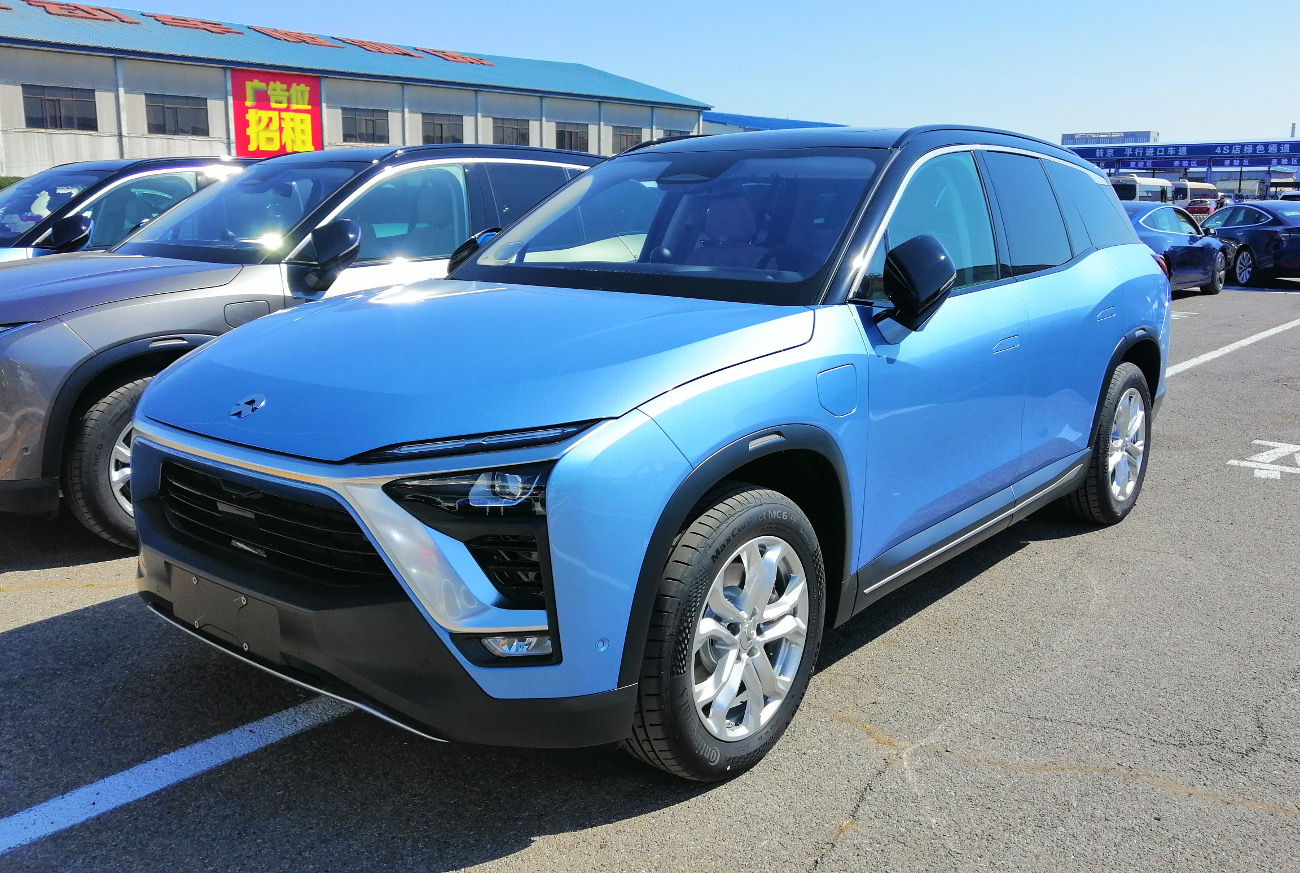
NIO ES8

Fondata nel novembre 2014 da William Li, già presidente di Bitauto e NextEV. Dopo la fondazione, diverse società hanno investito in NIO, tra cui Tencent, Temasek, Baidu, Sequoia Capital, Lenovo e TPG.
Nel 2016 ha lanciato il suo primo modello, la NIO EP9, una vettura sportiva non omologata per uso stradale per il solo uso in pista dotata di circa 1 300 CV e di un sistema per sganciare e sostituire le batterie scariche con quelle cariche, senza doverle caricare direttamente.
A dicembre 2017 presenta il suo primo veicolo stradale, la NIO ES8, un SUV a 7 posti di grandi dimensioni completamente elettrico.
Nel maggio 2018 NIO ha aperto la sua prima stazione di sostituzione della batteria per veicoli elettrici nel distretto di Nanshan in Cina, soprannominata la "Power Swap Station". Nel 2022 vengono raggiunti i 10 milioni di utilizzi cumulativi del servizio di sostituzione delle batterie. 
Nel settembre 2018, la società è stata quotata in borsa di New York con un capitale iniziale di 1,8 miliardi di dollari.

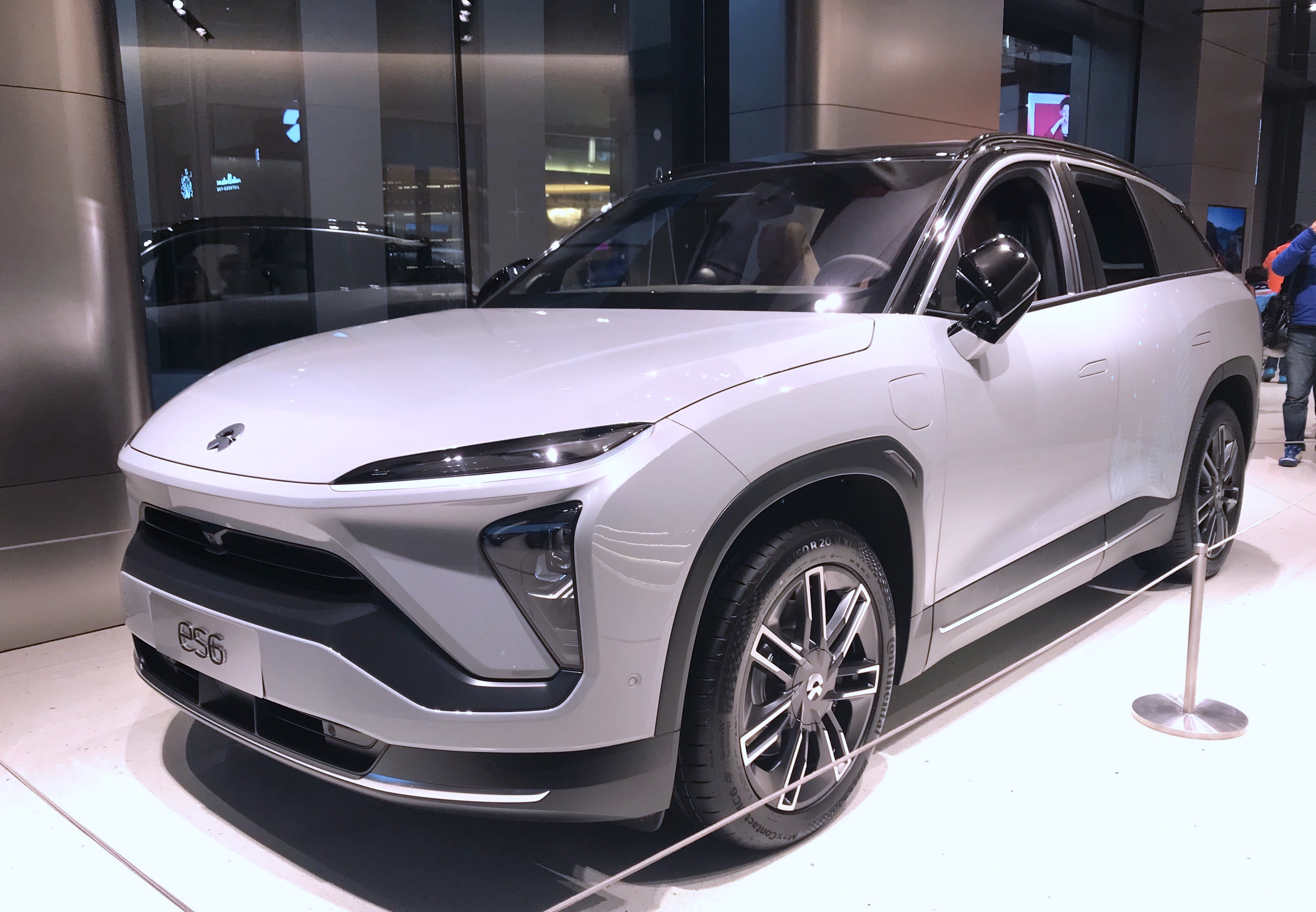
NIO ES6

Nel dicembre 2018 presenta il suo terzo modello stradale, la NIO ES6, un SUV a 5 posti compatto anch'esso elettrico.
A marzo 2024 lancia il sub brand ONVO, crasi di On Voyage, chiamato Ledao in Cina, con il primo modello L60 previsto in Europa nel 2025.

## Modelli
- NIO EP9 (2016-)
- NIO ES8 (2018-)
- NIO ES6 (2019-)
- NIO EC6 (2020-)
- NIO ET7 (2021-)
- NIO ET5 (2021-)
- NIO ES7 (2022-)
- NIO EC7 (2023-)

### Concept car
- NIO Eve

## Formula E
Dal 2014 NIO partecipa al campionato di Formula E. Nella stagione inaugurale 2014-2015 il suo team chiamato China Racing Formula E Team, ha ottenuto la vittoria del campionato piloti, vincendo due gare con alla guida il pilota Nelson Piquet Jr.

## Stazioni di scambio batterie
Nel 2023 il numero di stazioni di scambio batterie di NIO in Cina ha superato le 600 unità, in un network che collega 211 città.
Per la costruzione di queste stazioni in Europa, ha costruito una fabbrica apposita a Biatorbágy in Ungheria. Nel gennaio 2022 è stata aperta una stazione di scambio in Norvegia.